# يوم الضحك العالمي

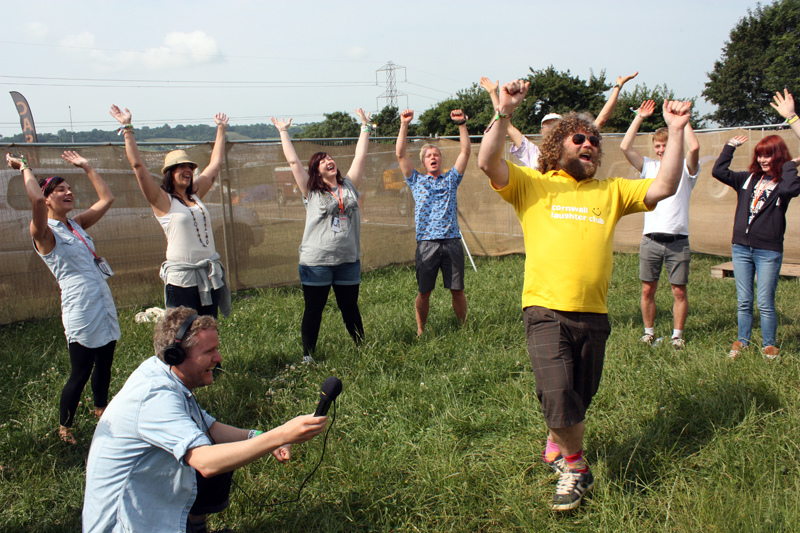

يحتفل باليوم العالمي للضحك في أول يوم أحد من شهر أيار (مايو) من كل عام
أحتفل باليوم العالمي للضحك للمرة الأولى في 11 كانون الثاني (يناير) عام 1998 في مومباي-الهند، وكان من تنظيم الدكتور مادان كاتاريا مؤسس حركة يوغا الضحك.

## الحدث

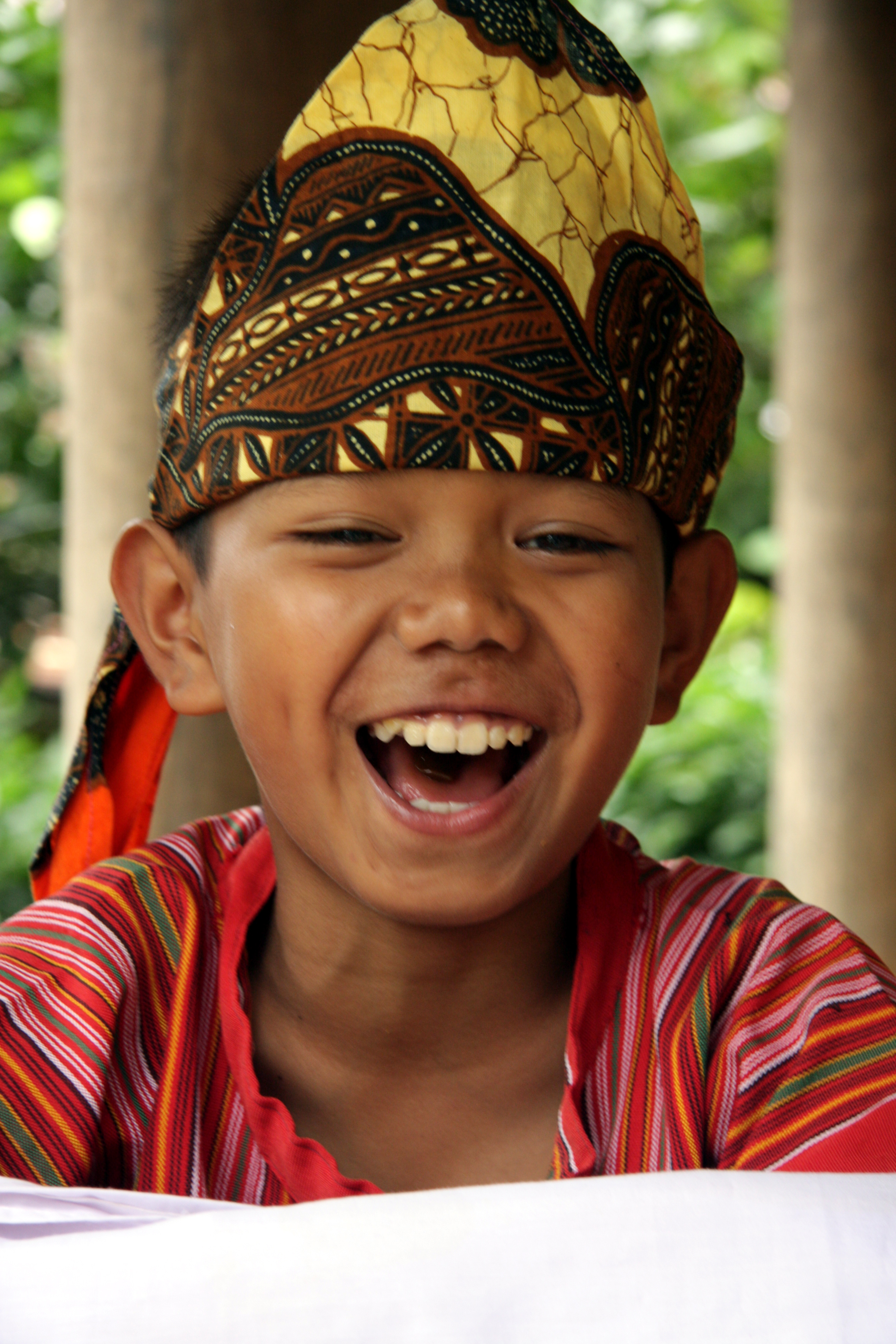
الصبي في سولاويزي عند دخول حفل زفاف

أحتفل بيوم الضحك العالمي (بالإنجليزية: world laughter day)‏ يوم الأحد 2\5\2010 في بعض المدن الألمانية، حيث أقيمت احتفالات بيوم الضحك العالمي تحت شعار «السلام العالمي عن طريق الضحك» من خلال الضحك المتواصل لمدة ثلاث دقائق. تجمع هواة الضحك والمرح في برلين وفرانكفورت وانخرطوا في موجات من الضحك المتواصل كدعوة إلى جميع أنحاء العالم للاحتفال عن طريق الضحك. ونقلت وكالة «د ب أ» الألمانية عن مدربة الضحك الألمانية «أنا راوخ» قولها أن الهدف من تدريبات الضحك هو الانتقال من تمثيل الضحك إلى الضحك الحقيقى بشكل طبيعي، حيث أن الضحك يدرب على التنفس الطبيعي ويمنح الجسم مزيداً من الأوكسجين واندفاعاً أسهل للدم في الشرايين؛ إضافة إلى أنه يعكس فرحة الروح وشجاعة النفس والقوة الكامنة للتغلب على المعاناة. الطريف في الأمر أن شركة السكك الحديدية الألمانية رفضت طلبات بعض أندية الضحك في البلاد لممارسة هذه الهواية في القطارات، حيث أوضحت ناطقة باسم الشركة أن حالة الركاب النفسية غير مناسبة لسماع نوبات الضحك المتوالية وربما يشعرون معها بالأذى.

## تاريخياً
كان الطبيب الهندي «مادان كاتاريا» قد أطلق يوم الضحك العالمي عام 1998 بهدف نشر شعبية يوغا الضحك في العالم. وقد اتسع نطاق المشاركين فيه عبر العالم ليشمل أكثر من 50 دولة، من بينها ألمانيا التي تضم 60 نادياً لممارسة هواية الضحك، يقدر عدد أعضائها بـ 3500 شخص.

## وصلات خارجية
- الموقع الرسمي ليوم الضحك العالمي
- الموقع الرسمي لحركة يوغا الضحك
- يوم الضحك العالمي.
- المدرسة الأمريكية ليوغا الضحك: مصدر شامل عن يوم الضحك العالمي ويوغا الضحك